# Kyūya Fukada
Pour les articles homonymes, voir Fukada.
Kyūya Fukada (深田 久弥, Fukada Kyūya), né le 3 novembre 1903 à Daishōji (ja) (maintenat Kaga) et mort le 21 mars 1971, est un écrivain et alpiniste japonais de l'ère Shōwa.

## Biographie
Kyūya Fukada est né en 1903 dans le bourg de Daishōji, intégré depuis 1958 à la ville de Kaga (préfecture d'Ishikawa). Diplômé du secondaire, il intègre en 1926 le département de littérature de l'université impériale de Tokyo. Il ne finit pas ses études universitaires et entame rapidement une carrière d'écrivain.
En 1964, il publie un ouvrage intitulé les 100 montagnes célèbres du Japon (日本百名山, Nihon Hyaku-meizan) qui lui vaut, la même année, le prix Yomiuri de la biographie.
Il meurt à l'âge de 68 ans, le 21 mars 1971, d'un accident vasculaire cérébral au cours de l'ascension du mont Kayagatake (préfecture de Yamanashi).
En 2003, pour commémorer les 100 ans de sa naissance, la poste japonaise émet un timbre à son effigie.